# Seana Kofoed
Seana Kofoed (* 13. August 1970 in Wilmette, Illinois) ist eine US-amerikanische Schauspielerin.

## Leben und Leistungen
Seana Kofoed wuchs in einem Vorstadtgebiet von Chicago auf, besuchte später die New Trier High School in Winnetka und die Northwestern University im US-Bundesstaat Illinois, sowie das Royal National Theatre in London, wo sie ein Schauspielstudium absolvierte. Nach ihrer Studienzeit startete sie ihre Bühnenkarriere in Chicago, unter anderem am Goodman Theatre, am Court Theatre und am Victory Gardens Theatre, als sie nach vierjähriger Bühnentätigkeit nach New York wechselte, wo sie neben Jennifer Jason Leigh in Proof und mit Matthew Broderick in Night Must Fall am Broadway spielte. Des Weiteren spielte sie Off-Broadway im Manhattan Theatre Club sowie in der Atlantic Theatre Company und Manhattan Class Company.
Ihr Schauspieldebüt vor einer Kamera feierte sie 1999 mit einem Gastauftritt der US-amerikanischen Fernsehserie Third Watch – Einsatz am Limit, gefolgt von Nebenrollen in Law & Order: Special Victims Unit und Ed – Der Bowling-Anwalt sowie einigen Fernsehfilmen. Von 2006 bis 2008 spielte sie die Hauptrolle der Jane Burns in Men in Trees.

## Filmografie (Auswahl)
- 2000: The Audrey Hepburn Story (Fernsehfilm)
- 2000: Law & Order: Special Victims Unit (Fernsehserie, Episode 1x14)
- 2001: Ed – Der Bowling-Anwalt (Ed, Fernsehserie, Episode 1x10)
- 2004: Windy Acres (Fernsehserie, 7 Episoden)
- 2005: It’s About Time
- 2006: Just a Phase (Fernsehfilm)
- 2006–2008: Men in Trees (Fernsehserie, 23 Episoden)
- 2009: The Mentalist (Fernsehserie, Episode 2x07)
- 2010: FlashForward (Fernsehserie, 2 Episoden)
- 2011: The Big C (Fernsehserie, Episode 2x09)
- 2013: Rules of Engagement (Fernsehserie, Episode 7x08)
- 2013: Suburgatory (Fernsehserie, Episode 2x19)
- 2015: Navy CIS (Fernsehserie, Episode 13x05)
- 2021–2024: Navy CIS: Hawaiʻi (Fernsehserie)